# Gaity
Le Gaity, connu également comme Chez Paul au Gaity (situé dans les caves du théâtre de la Gaîté), est un ancien cabaret de Bruxelles qui était situé au n° 18 de la rue du Fossé aux Loups.
Avec le cinéma Eldorado de la place de Brouckère, le cinéma Métropole de la rue Neuve, le Cinéma Caméo et l'ancien Théâtre de la Gaîté de la rue du Fossé aux Loups, le Gaity a participé à la « tradition de lieu de délassement et de plaisir de jour et de nuit » de la place de Brouckère et de ses environs,.  
Il a eu différents noms : « Gaity Bar » après la Libération, « Nouveau Gaity » en 1950, et « Chez Paul au Gaity » à partir de 1958.
Il fut définitivement fermé en juin 1982, comme le Théâtre de la Gaîté, à cause des coûts d'exploitation trop élevés. Dirigé par Michel Elbaz, ce haut lieu de la vie bruxelloise, ne recevait aucun subside.
Le cabaret est devenu l'espace de quelques mois une discothèque.
Édouard Caillau fut animateur de cet établissement, et grâce à ses apparitions régulières dans l'émission de la RTB "Chansons à la carte", en compagnie de Sim (Mme la Baronne de la Tronche en Biais"), sous la houlette d'Henri Segers, le cabaret fut connu du grand public.